# Alice Charms the Fish
Alice Charms the Fish é um curta-metragem de animação estadunidense de 1926, lançado como parte da série Alice Comedies.